# North Bay Village
North Bay Village es una ciudad ubicada en el condado de Miami-Dade en el estado estadounidense de Florida. En el Censo de 2010 tenía una población de 7.137 habitantes y una densidad poblacional de 3.376,97 personas por km².

## Geografía
North Bay Village se encuentra ubicada en las coordenadas 25°50′57″N 80°9′1″O / 25.84917, -80.15028. Según la Oficina del Censo de los Estados Unidos, North Bay Village tiene una superficie total de 2.11 km², de la cual 0.96 km² corresponden a tierra firme y (54.66%) 1.16 km² es agua.

## Demografía
Según el censo de 2010, había 7.137 personas residiendo en North Bay Village. La densidad de población era de 3.376,97 hab./km². De los 7.137 habitantes, North Bay Village estaba compuesto por el 82.6% blancos, el 6.05% eran afroamericanos, el 0.21% eran amerindios, el 4.12% eran asiáticos, el 0.06% eran isleños del Pacífico, el 3.53% eran de otras razas y el 3.43% pertenecían a dos o más razas. Del total de la población el 57.99% eran hispanos o latinos de cualquier raza.